# Alan Young
Alan Young (rojen Angus Young), kanadski igralec angleškega rodu, * 19. november 1919, North Shields, Northumberland, Anglija, † 19. maj 2016, Woodland Hills, Kalifornija, ZDA.
Najbolj je znan po vlogi Wilburja Posta v seriji Gospod Ed in kot glas strica Skopušnika v Disneyjevih filmih, serijah ter videoigrah. V 40. in 50. letih 20. stoletja je zaslovel s svojimi radijskimi in televizijskimi predstavami.

## Zgodnje življenje
Alan Young se je rodil kot Angus Young v britanskem North Shieldsu. Njegov oče je bil pristaniški delavec John Catchart Young. Njegova mati je bila Florence Pinckley, katere prednik je podpisal ameriško deklaracijo o neodvisnosti. Družina se je preselila v Edinburgh na Škotskem, ko je bil Alan še dojenček. Ko je bil star 6 let, so se preselili v Kanado. Ker je kot otrok zaradi hude astme večino časa preživel doma, se je navdušil nad radiem in televizijo. Med drugo svetovno vojno se je želel pridružiti vojski, vendar ga zaradi šibkega zdravja niso sprejeli. 

## Kariera
Najprej se je zaposlil na kanadski televiziji, nato pa se je preselil v ZDA in začel s svojo oddajo The Alan Young Show.
V filmski industriji je debitiral leta 1946 s filmom Margie, nato je sledilo še nekaj vlog, med drugim tudi v filmu Časovni stroj (1960). Najbolj znan je po vlogi mladega in brezskrbnega Wilburja Posta, lastnika govorečega konja z imenom Gospod Ed. Glas je posodil mnogim risanim junakom, med drugim tudi Disneyjevemu Skopušniku.